# Tatkon
Tatkon – miasto w Mjanmie, w terytorium związkowym Naypyidaw. Według danych na rok 2014 liczyło 41 683 mieszkańców.